# Mikrovaskuläre Angina pectoris
Bei einer mikrovaskulären Angina pectoris (MVA) leiden Patienten unter den gleichen Beschwerden wie Patienten mit verengten größeren Herzkranzgefäßen, obwohl man diagnostisch keine Einengungen in diesen Gefäßen finden kann. Dieses Phänomen, also Schmerzen und Engegefühl im Brustkorb trotz „normaler“ Koronararterien, wurde ursprünglich als „Syndrom X“ bezeichnet. In einer Untersuchung von Cannon und Epstein konnte 1988 gezeigt werden, dass bei einer großen Anzahl von Patienten mit Angina pectoris ohne Verengungen der größeren Herzkranzgefäße eine verminderte Erweiterung der koronaren Kleinstgefäße bei Belastung vorlag, welche für die Beschwerden verantwortlich war. Sie führten dafür die Bezeichnung „mikrovaskuläre Angina“ ein. Erst einige Jahre später wurde auch das Konzept des mikrovaskulären Spasmus eingeführt. Hier liegt als funktionelles Problem eine krankhaft erhöhte Kontraktionsfähigkeit der koronaren Kleinstgefäße vor, die vor allem Angina pectoris in Ruhe verursacht. Neuere Untersuchungen weisen sogar darauf hin, dass mikrovaskuläre Spasmen die häufigste Ursache für die Beschwerden bei Patienten mit MVA sind.
Bei ca. 45 % der Patienten, die unter Angina pectoris leiden, aber keine obstruktive koronare Herzkrankheit (KHK) aufweisen, kann eine dieser beiden Formen mikrovaskulärer Funktionsstörungen – oder beide zusammen – als Grund für die Beschwerden nachgewiesen werden. Einige Studien lassen vermuten, dass die MVA bei Frauen etwas häufiger als bei Männern auftritt, allerdings existieren hierzu verschiedene Ergebnisse. Des Weiteren steht die MVA im Zusammenhang mit einem erhöhten Risiko für kardiale Ereignisse, auch wenn die Langzeitprognose von MVA-Patienten noch nicht vollständig geklärt ist.

## Ursachen
Verantwortlich für die Beschwerden ist, wie oben erwähnt, eine Fehlfunktion der kleinsten Gefäße im Herzen, sog. Mikrogefäße mit einem Durchmesser < 500 µm. Dazu zählen Präarteriolen und Arteriolen. Bei einer  Vasodilatationsstörung sind diese Gefäße nicht mehr in der Lage, bei Bedarf durch entsprechende Weitstellung den Blutfluss angemessen zu steigern. Hierdurch kommt es im Herzmuskel zu einem Missverhältnis zwischen Sauerstoffbedarf und -angebot, was schließlich zu einer Unterversorgung des Herzmuskels mit Sauerstoff führt. Dieser Form der Funktionsstörung können sowohl strukturelle als auch funktionelle Veränderungen der koronaren Kleinstgefäße zugrunde liegen. Als strukturelle Störung ist beispielsweise eine Wandverdickung der Arteriolen ohne entsprechende Erweiterung des Außendurchmessers anzusehen, wodurch in den Mikrogefäßen eine Verengung mit einem erhöhten Flusswiderstand entsteht. Funktionell kann die notwendige Vergrößerung des Gefäßquerschnittes bei höheren Herzleistungen durch Störungen in der entsprechenden Signalkaskade bedingt sein.
Eine plötzliche krankhafte Verengung der Blutgefäße (Spasmus) hingegen kann schon in der Ruhe zu einer Minderdurchblutung des Herzmuskels führen und somit einen Angina pectoris Anfall aus der Ruhe heraus verursachen.
Diese krankhaften Veränderungen in der koronaren Mikrozirkulation sind häufig mit kardiovaskulären Risikofaktoren wie Bluthochdruck, Diabetes mellitus, einer Fettstoffwechselstörung oder Nikotinkonsum assoziiert. Darüber hinaus spielen chronische Entzündungen, Östrogenmangel sowie genetische Faktoren eine Rolle.

## Diagnostik
Bei Angina pectoris-typischen Beschwerden sollte nach den aktuellen Leitlinien zunächst eine bildgebende Ischämiediagnostik oder eine nichtinvasive Koronarangiografie mittels Computertomografie durchgeführt werden, um dem Verdacht einer Verengung der Herzkranzgefäße nachzugehen. Bei auffälligem Befund erfolgt eine invasive Koronarangiographie und eine entsprechende Behandlung von relevanten Engstellen (z. B. Stent oder Bypass-OP oder konservativ). Falls aber keine relevanten Engstellen zu sehen sind, kann mithilfe von zusätzlichen Tests der Diagnose „mikrovaskuläre Angina“ nachgegangen werden.
Das räumliche Auflösungsvermögen der heutigen bildgebenden Verfahren reicht allerdings nicht aus, um die koronare Mikrozirkulation sichtbar zu machen. Die Diagnose erfolgt daher mittels Messmethoden, durch die die Funktionsfähigkeit der Mikrogefäße eingeschätzt werden kann. Als invasive diagnostische Methode zum Nachweis einer mikrovaskulären Dysfunktion ist die Herzkatheter-Untersuchung mit drahtbasierter Messung der Gefäßerweiterung nach Gabe von Adenosin sehr wichtig, der Nachweis von mikrovaskulären Spasmen hingegen kann durch einen intrakoronaren Provokationstest mit Acetylcholin erfolgen. Eine kombinierte invasive Untersuchung der koronaren Kontraktionsfähigkeit sowie der Funktionsfähigkeit zur Gefäßerweiterung wird als „invasive diagnostische Prozedur“ (IDP) bezeichnet.
Man kann die verminderte Steigerung des Blutflusses im Herzmuskel nach Gabe von Adenosin, einer gefäßerweiternden Substanz, auch nicht-invasiv nachweisen. Den Blutfluss in Ruhe und unter Adenosin misst man z. B. mittels Positronen-Emissions-Tomographie (PET). Eine weitere Methodik zur quantitativen Durchblutungsmessung des Herzmuskels ist die kardiale Magnetresonanz-Tomographie (CMR).
Ebenso steht die Sublinguale Mikrozirkulationsmessung zur Verfügung.
| 1. | Symptome einer Myokardischämie (Minderversorgung des Herzmuskels mit arteriellem Blut) - Angina pectoris-Beschwerden unter Belastung und/oder in Ruhe - Angina-Äquivalent wie z. B. Atemnot |
| 2. | Keine obstruktive KHK (< 50 % verengte Gefäße) nachweisbar durch: - CT-Koronarangiographie (CTCA) - Invasive Koronarangiographie |
| 3. | Objektiver Nachweis (mittels EKG, PET, CMR etc.) der Myokardischämie durch: - Ischämische EKG-Veränderungen während der Angina-Beschwerden - Belastungsinduzierte Beschwerden und/oder ischämische EKG-Veränderungen bei gleichzeitiger oder nichtgleichzeitiger reversibler abnormaler Durchblutung des Herzmuskels und/oder Wandbewegungsstörung |
| 4. | Nachweis einer gestörten koronaren mikrovaskulären Funktion: - Reduzierte koronare Flussreserve (Grenzwerte variieren abhängig von der Methodik zwischen ≤2.0 und ≤2.5) - Abnormaler Index des mikrovaskulären Widerstands (z. B. iMR > 25) - Nachweis eines mikrovaskulären Spasmus (definiert als Symptomreproduktion und ischämische EKG-Veränderungen aber kein epikardialer Spasmus im Acetylcholin-Test) - Koronares Slow-Flow-Phänomen (TIMI frame count >25) |

## Therapie
Patienten mit MVA stellen oft eine therapeutische Herausforderung dar, da ein großer Teil der Patienten nicht oder nur unzureichend auf die klassischen Medikamente zur Behandlung einer Angina pectoris, wie z. B. Nitrate anspricht. Das therapeutische Konzept umfasst in der Regel zunächst die Einstellung der kardiovaskulären Risikofaktoren sowie die Basistherapie mit Statinen und ACE-Hemmern. Die Europäische Gesellschaft für Kardiologie (ESC) empfiehlt den Einsatz von Aspirin, Statinen und Betablockern bzw. Calcium-Antagonisten. Die medikamentöse Therapie erfolgt in individuell angepassten Dosierungen und Kombinationen. Oft können mehrere Versuche nötig sein, bis eine individuell wirksame Kombination von Medikamenten gefunden wird. Zur Zweitlinientherapie werden z. B. Ranolazin und Nicorandil empfohlen. Diese führen allerdings auch nicht immer zu dem gewünschten Therapieerfolg. Potentielle zukünftige therapeutische Konzepte stellen neue Medikamentengruppen wie Rho-Kinase-Inhibitoren, Endothelin-Rezeptor-Antagonisten oder Guanylat-Cyclase-Stimulatoren dar.
Da die zugrundeliegenden Mechanismen dieser Erkrankung noch nicht vollständig geklärt sind, sind weitere Studien zur Untersuchung der pathophysiologischen Zusammenhänge nötig, um neue therapeutische Ansätze zu entwickeln.